# Sell in May and go away
Sell in May and go away (verkoop in mei en vertrek) is een beurswijsheid. De beurswijsheid zegt, dat beleggers er goed aan doen hun aandelen te verkopen in mei en vervolgens te wachten tot september (remember to come back in September) om weer terug te keren op de beurs. 
Jacob Bouman, beurscommentator bij RTLZ, onderzocht de rendementen per maand op aandelen sinds het jaar 1983. Hij kwam tot de conclusie dat er gemiddeld 0,09% rendement was in mei. Hij merkte ook op dat het gemiddelde rendement in september -2,5% was. Het zou dus beter zijn om pas in oktober terug te keren naar de beurs.
In de kwantitatieve analyse wordt deze beurswijsheid ook wel aangeduid als Halloween indicator. Hiermee wordt bedoeld dat je het beste kan beleggen in de maanden november t/m april. De Halloween Indicator is ook wetenschappelijk onderzocht. In een wetenschappelijk artikel geschreven door Ben Jacobsen en Sven Bouman bevestigen zij dat in de periode november t/m april significant hogere rendementen werden behaald in 36 van de 37 door hun onderzochte markten. In het Verenigd Koninkrijk werkt het zelfs al sinds 1694. Een verklaring voor dit fenomeen hebben zij echter niet kunnen vinden.